# Pyrenees Shire
Koordinaten: 37° 26′ S, 143° 22′ O

Pyrenees Shire ist ein lokales Verwaltungsgebiet (LGA) im australischen Bundesstaat Victoria. Das Gebiet ist 3434,6 km² groß und hat etwa 7238 Einwohner.
Pyrenees liegt im Westen Victorias etwa 190 km westlich der Hauptstadt Melbourne und schließt folgende Ortschaften ein: Redbank, Moonambel, Landborough, Warrenmang, Crowlands, Glenlofty, Glenpatrick, Amphitheatre, Natte Yallock, Rathscar, Homebush, Percydale, Avoca, Lamplugh, Raglan, Beaufort, Mount Lonarch, Burnbank, Lexton, Waubra, Waterloo, Ercildoune, Trawalle, Brewster, Lake Goldsmith, Mena Park, Lake Wongan, Mount Emu, Snake Valley und Carranballac. Der Sitz des City Councils befindet sich in Beaufort im Zentrum der LGA.
Benannt ist das Shire nach den Pyrenees Ranges, einer Hügelkette mit einem Gipfel auf 760 m Höhe, die ihren Namen in Anlehnung an die spanischen Pyrenäen erhielt. Das Gebiet wurde zuerst von Viehzüchtern entdeckt, bevor Goldfunde ab 1852 einen Goldrausch auslösten. Damals sollen bis zu 100.000 Leute in der Gegend um Beaufort nach Gold gesucht haben.
Danach übernahmen Land- und Forstwirtschaft die Hauptrolle im Shire und heute sind 28 % der Einwohner im Landwirtschaftsektor beschäftigt. Vor allem Wollindustrie und Getreideanbau sorgen für die Haupteinnahmen. Außerdem sind die Pyrenees eines der sechs Hauptweinbaugebiete Victorias.

## Verwaltung
Der Pyrenees Shire Council hat fünf Mitglieder, die von den Bewohnern der fünf Wards gewählt werden. Diese fünf Bezirke sind Warrenmang, Avoca, Mitchell, Beaufort und Goldsmith. Aus dem Kreis der Councillor rekrutiert sich auch der Mayor (Bürgermeister) des Councils.